# Shadow Moses
Shadow Moses ist ein Lied der britischen Metalcoreband Bring Me the Horizon, das am 14. Januar 2013 als erste Single des Albums Sempiternal erschien. Es wurde von Oliver Sykes, Lee Malia und Jordan Fish verfasst.
Die Single erreichte Platz 82 der britischen Singlecharts und Platz zwei der UK Rock Singlecharts.
Der Titel des Liedes bezieht sich auf einen fiktiven Ort aus dem Spiel Metal Gear Solid. Die Melodie am Anfang des Liedes hat ein Bezug zum Lied The Best Is Yet to Come, das im Soundtrack des Computerspieles vorhanden ist.
Gemäß laut.de „drücken die Gitarren und das Schlagzeug“ bei diesem Lied „auf die Tube“. Das Lied weist nur ein „paar Synthie-Elemente“ auf. Für In your Face ist es ein „hervorragender Song für die Ewigkeit“. Lobend erwähnt werden „bombastische Gitarrenriffs“.
Der Text ist sehr allgemein gehalten. Oliver Sykes beschreibt das Gefühl lebend schon tot zu sein und ein ewiges und dennoch zielloses Leben.

## Musikvideo
Am 22. Januar 2013 wurde das Musikvideo zu Shadow Moses veröffentlicht, das damit beginnt, dass der Leadsänger Oliver Sykes mit einer leuchtenden bengalischen Fackel im Schnee steht. Der Rest des Musikvideos zeigt abwechselnd kurze Szenen eines Mädchens, das durch den Schnee läuft und der Band, die das Lied Shadow Moses im Schnee und am Strand eines Ozeanes darbietet, sowie von Sykes, der nachts eine bengalische Fackel hochhält, während er im Schnee steht.